# Diégoune
Diégoune est un village du Sénégal situé en Basse-Casamance, dans la région historique du Boulouf. C'est le chef-lieu de la communauté rurale de Diégoune dans l'arrondissement de Tendouck, le département de Bignona et la région de Ziguinchor.Diégoune a organisé son dernier"boukut" en 2000. Il compte un lycée, un collège d'enseignement moyen, trois écoles primaires et trois maternelles. Le village de Diegoune possède trois postes de santé dont deux fonctionnels. Le village a une association sportive et culturelle et organise des journées culturelles tous les deux ans et s'occupe des activités socioéconomiques du village.La communauté rurale dont Diégoune est le chef lieu est maintenant érigée en commune avec l'acte III de la décentralisation.

## Histoire
Le nom « Diégoune », vient du mot « Diégor » qui signifie « regarder à droite à gauche ».
Le village a organisé un boukout en l'an 2000. Le village avait longtemps attendu puisque les précédentes éditions dataient de 1961 et 1939.
Dans le cadre du conflit qui affecte la région depuis plusieurs années, Diégoune a été le théâtre de plusieurs affrontements violents. Le 20 décembre 2011, l'attaque du cantonnement militaire de Diégoune par les rebelles du Mouvement des forces démocratiques de Casamance (Mfdc) a fait 9 morts dans les rangs de l'armée, dont un officier (Le Capitaine Dame KA). Deux lycéens ont également perdu la vie.

## Administration
Dans le village il y a 11 quartiers:
-Bassène
-Barafaye
-Bougolor Kassana
-Bougolor Koulona
-Bougnaye Elick
-Bougnaye Eramba
-Colomba
-Dianague
-Grand Badiane
-Petit Badiane
-Kathiamba.
-
Le village est traversé par un bas fond rizicole qui le divise en 03 blocs inégalement répartis:
-le quartier de Barafaye,
- Bouyème appelé communément Diégoune 2, un ensemble de 4 quartiers: Bougnaye Eramba (plus gros quartier du village), Bougolor Kassana, Grand Badiane et Kathiamba dont une famille est excentrée et répondant à l'appellation de Bouloune.
- et enfin le bloc appelé aussi communément Diégoune 1: Bougnaye Elick, Petit Badiane, Bougolor Koulona, Bassène, Dianague et Colomba. Il faut cependant noter que le quartier de Barafaye fait partie du bloc de Diégoune 1.
Le village est administré par un chef de village répondant au nom de Ismaëla Coly.Il est le Représentant des autorités gouvernementales et administratives dans sa localité.
Il est assisté dans sa tâche par des représentants de chaque quartier appelés Chef de quartier et des notables ayant qualités de conseillers.
Sur le plan de l’organisation, il existe une association, chargée de promouvoir le développement culturel, social, économique et environnemental, élue par l'assemblée générale.
Au niveau de la jeunesse, il existe à l'instar de tous les autres villages du Sénégal une association sportive et culturelle qui est chargée du développement des activités récréatives, culturelles et sportives.

## Géographie
Ce village est situé près des villages tels Baïla, Caparan, Balinghore, Tendième.
Le village est traversé par la route régionale.
Le climat y est tropical et connaît de fortes et nombreuses pluies pendant la saison d'hivernage.

### Population
Ses habitants sont nommés les Diégounois. Ils font plus précisément partie de la catégorie du Boulouf.
Lors du dernier recensement, le village comptait 2 917 habitants et 406 ménages.

## Film:L'Appel de Diégoune
Le village de Diégoune a réalisé avec Tostan et le collectif Respect (Belgique) un film de sensibilisation en langue nationale, afin de partager avec le groupe Diola sa décision de protéger le droit à la santé des femmes et des filles et d'abandonner la pratique de l'excision. Depuis mai 2009, le film est projeté lors de séances-débats dans les villages de la région, en partenariat avec le Cinéma numérique ambulant.
Le film L'Appel de Diégoune a été tourné entre mai et octobre 2008 dans quartier Bassen du village de Diégoune, un village qui avait reçu le Programme de Renforcement des Capacités Communautaires de Tostan. Le film donne la parole à des acteurs clés du mouvement pour l'abandon de l'excision dans cette zone ; dans la rizière, sur la place centrale du village et dans la mosquée, des hommes et des femmes témoignent en diola, avec joie et fierté, des raisons qui les ont amenés, pour le bien-être de leurs enfants, à abandonner une pratique traditionnelle qu'ils considèrent désormais comme néfaste pour la santé. Prise de manière collective par l'ensemble du réseau social communautaire, la décision d'abandon de l'excision a marqué un basculement des conventions sociales à Diégoune et dans les villages voisins.

### Une approche respectueuse
L'Appel de Diégoune est l'illustration d'une méthodologie respectueuse, basée sur les communautés, qui ne juge pas de manière extérieure, ne montre pas d'images choquantes, ne met pas en scène des autorités lointaines. Les informations apportées par les acteurs du film sont crédibles et identifiables : « ils parlent vrai, ce sont les fils de la Casamance ». Le film participe également au débat public nécessaire au changement de comportement : pour amener un changement permanent et à grande échelle, comme le souhaitent les communautés qui, avec Diégoune, ont publiquement annoncé l'an dernier leur abandon de la pratique, il ne suffit pas que chaque personne ou même chaque famille change son attitude à l'égard de la pratique. Il faut qu'un nombre suffisant de personnes fasse savoir à leurs proches qu'elles sont d'accord pour abandonner l'excision. Ainsi, ceux qui souhaitent également abandonner savent qu'ils bénéficient du soutien des autres membres de la communauté et ne risquent pas l'exclusion sociale en ne faisant pas exciser leurs petites filles.

### Cinéma Vérité et l'UNICEF soutiennentl'Appel de Diégoune
Cinéma Vérité a sélectionné l'Appel de Diégoune pour ses Tribunes Internationales 2009 à Paris et Genève. Le film est diffusé pendant les Tribunes afin d'illustrer un des Objectifs du millénaire pour le développement (OMD) 5 : Oui à la réduction de la mortalité maternelle. Cinéma Vérité propose ainsi à ses donateurs et au grand public de participer à l'élan positif en faveur de la protection des droits humains, de la santé et de l'abandon de l'excision.
L'UNICEF organise, pour l'anniversaire des 20 ans de la Convention sur les Droits de l'Enfant, un festival international du film des droits humains dans l'ensemble de ses comités et de ses bureaux. L'Appel de Diégoune a été sélectionné pour être projeté dans plusieurs pays d'Europe, d'Afrique et des Amériques afin de témoigner de la force des décisions collectives pour le changement social et pour la protection des droits et de la santé des filles.